# 19th Nervous Breakdown
19th Nervous Breakdown è un brano musicale del gruppo rock britannico Rolling Stones, composto da Mick Jagger & Keith Richards, e pubblicato come singolo (lato B As Tears Go By) il 4 febbraio 1966 in Gran Bretagna, e il 12 febbraio dello stesso anno negli Stati Uniti (lato B Sad Day).

## Il brano
La canzone venne scritta da Jagger e Richards durante il tour degli Stones negli Stati Uniti del 1965. Il brano fu registrato durante le sessioni per l'album Aftermath, tra il 3 e l'8 dicembre 1965, all'RCA Recording Studios di Hollywood, California, alla conclusione del quarto tour nel Nord America della band. Il testo parla di una ragazza difficile e viziata, che non apprezza la vita. Mick Jagger raccontò che la prima cosa a venirgli in mente fu il titolo della canzone (in italiano "diciannovesimo esaurimento nervoso"), e che poi ci scrisse un testo sopra. La traccia venne pubblicata come singolo sia in America che in Gran Bretagna e Norvegia piazzandosi al secondo posto in classifica su entrambe le sponde dell'oceano.
In Germania arriva in prima posizione per due settimane.
L'ipnotico riff suonato da Brian Jones durante le strofe paga tributo alla canzone Diddley Daddy di Bo Diddley, essendo stato proprio Diddley una delle maggiori influenze musicali dei Rolling Stones del primo periodo.
Come molte altre delle prime canzoni dei Rolling Stones, 19th Nervous Breakdown venne pubblicata ufficialmente solo in versione mono. Un mixaggio stereo del brano è circolato su registrazioni bootleg. La versione stereo ha una traccia vocale da parte di Jagger completamente differente rispetto alla versione pubblicata.
Questa è una delle tre canzoni (le altre due furono (I Can't Get No) Satisfaction e As Tears Go By) che i Rolling Stones eseguirono durante la loro apparizione all'Ed Sullivan Show del febbraio 1966.